# Blush (canção)
Blush é uma canção do cantor, compositor e produtor musical Jeffree Star, gravada em 2009 e lançada como Single em Fevereiro do mesmo ano. Foi produzida para o B-Side de Beauty Killer, mas este foi descontinuado, então Jeffree por ter gostado muito da música, resolveu lançá-lo como single.

## Faixas
1. Blush
2. Kiss It Better
3. Bad Girls
4. I'm In Love (With A Killer)

## Análise Contextual
A música narra o auge de vaidade do andrógino Jeffree Star, podendo isto ser percebido na tradução de seus versos, que fazem menção a inúmeros cantores e mostra uma proposta de Jeffree em transformar uma pessoa em alguém importante e famoso, caso a pessoa fique com ele.

### Videoclipe
O vídeo musical foi postado no canal oficial do youtube de Jeffree Star se trata de um videoclipe de 3:45 onde a maioria do clipe é exibida a capa do single. Enquanto toca o último refrão, aparece no clipe cenas de Jeffree interpretando a música em uma cama.

## Letra
- Refrão:

Cover me in blush

I'm a sugar rush

So sinful with my stare

Like a millionaire

Cover me in cream

Handle me with care

I'm in your every dream

So love me if you dare